# Brno V
Brno V bylo označení pátého městského obvodu v Brně v letech 1947–1990. Rozsah a vymezení obvodu se během správních reforem několikrát změnily. 
- Brno V (1947–1949), jeden z 10 městských obvodů v období od 1. ledna 1947 do 30. září 1949. Zahrnoval Husovice, Maloměřice, Obřany.
- Brno V (1949–1954), jeden ze 13 městských obvodů v období od 1. října 1949 do 30. dubna 1954. Zahrnoval Bohunice, malou část k. ú. Jundrov, Kohoutovice, asi třetinu k. ú. Křížová, Lískovec, část k. ú. Nové Sady, k. ú. Staré Brno a Vídeňka, nepatrnou část k. ú. Žabovřesky.
- Brno V (1954–1957), jeden z 12 městských obvodů v období od 1. května 1954 do 30. května 1957. Zahrnoval téměř celé k. ú. Královo Pole, k. ú. Medlánky, Řečkovice, malou část k. ú. Velká Nová Ulice a Červená, nepatrnou část k. ú. Žabovřesky.
- Brno V-Královo Pole (1957–1960), jeden ze 13 městských obvodů v období od 1. června 1957 do 30. června 1960. Zahrnoval k. ú. Královo Pole, Medlánky, Řečkovice, část k. ú. Velká Nová Ulice a Červená, část k. ú. Žabovřesky.
- Brno V (1960–1964), jeden z 6 číslovaných městských obvodů (dalších 7 městských částí nemělo čísla) v období od 1. července 1960 do 13. června 1964. Zahrnoval k. ú. Královo Pole, Medlánky, Mokrá Hora, Řečkovice, část k. ú. Velká Nová Ulice a Červená, část k. ú. Žabovřesky.
- Brno V (1976–1990), jeden z 5 městských obvodů řízených obvodními národními výbory v období od 1. srpna 1976 do 23. listopadu 1990. Zahrnoval části Ivanovice, Jehnice, Královo Pole, Medlánky, Mokrá Hora, Ořešín, Ponava, Řečkovice, Sadová, od 1. července 1980 Útěchov u Brna

## Související článek
- Členění Brna